# Giuseppe Miraglia
Giuseppe Miraglia byl italský nosič hydroplánů. Loď přestavěná v Arsenale La Spezia z civilní obchodní lodě Citta de Messina, byla vůbec první italský nosič letadel. Z původní lodi byly sejmuty nástavby a vybudován velký hangár. Na přídi a na zádi lodi byl jeden katapult. Dva komíny byly ponechány a hangár byl okolo nich. Sloužila především pro pokusy s provozem letadel. V době habešské války dopravovala do místa konfliktu italská letadla. Ve 40. letech sloužila pro přepravu letadel a poté až do kapitulace Itálie v roce 1943 jako depotní loď pro ponorky. V roce 1942 na ní byla testována navalizovaná verze stíhačky Reggiane Re.2000. Po válce sloužila k repatriaci válečných zajatců. V roce 1950 byla sešrotována.